# Riedelella greenwoodi
Riedelella greenwoodi är en plattmaskart som beskrevs av Timoshkin OA 200. Riedelella greenwoodi ingår i släktet Riedelella och familjen Rhynchokarlingiidae. Inga underarter finns listade i Catalogue of Life.